# Aero Vodochody

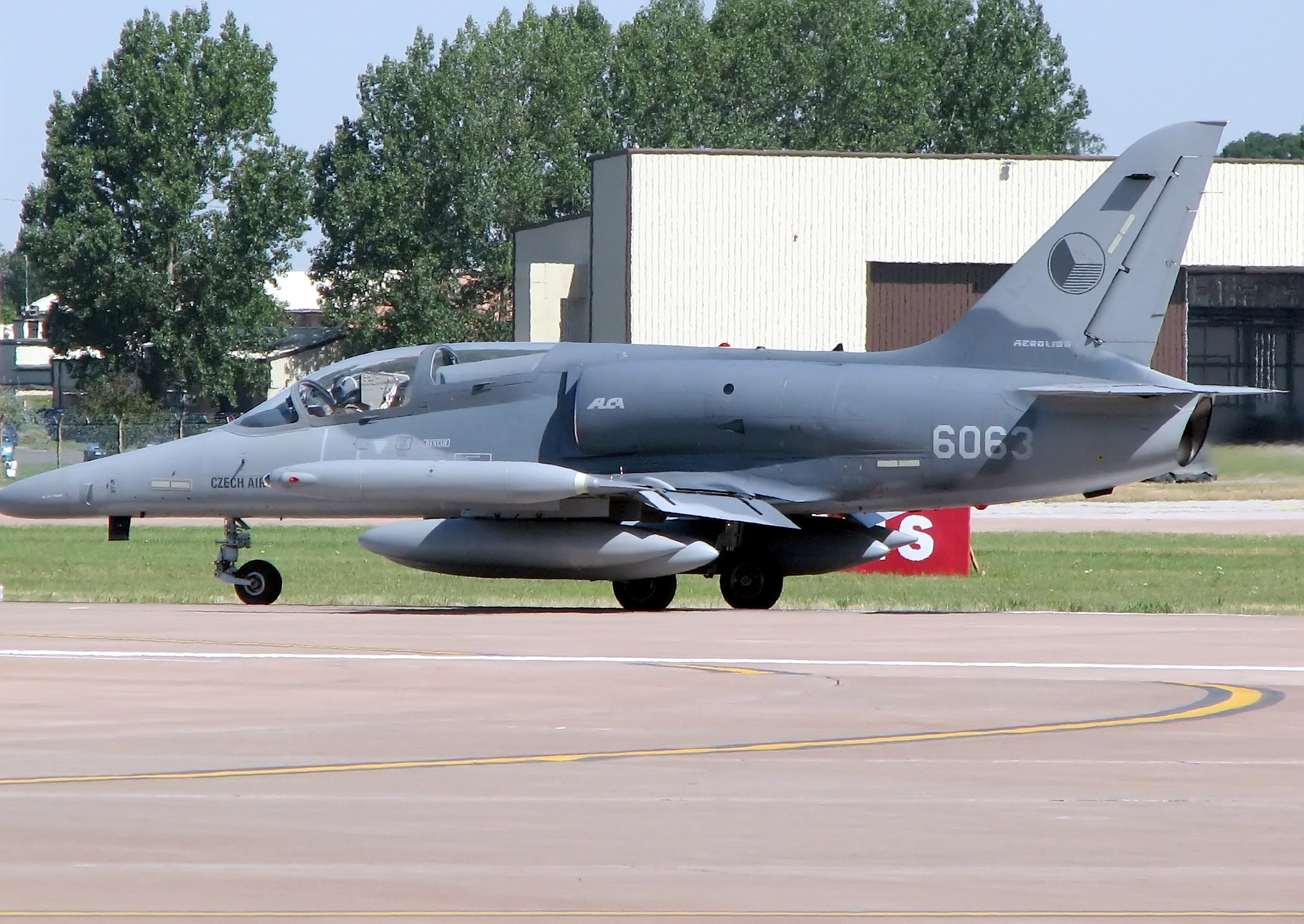
Aero Vodochody L.159A ALCA – Aeronave de Combate Leve Avançada (Advanced Light Combat Aircraft)

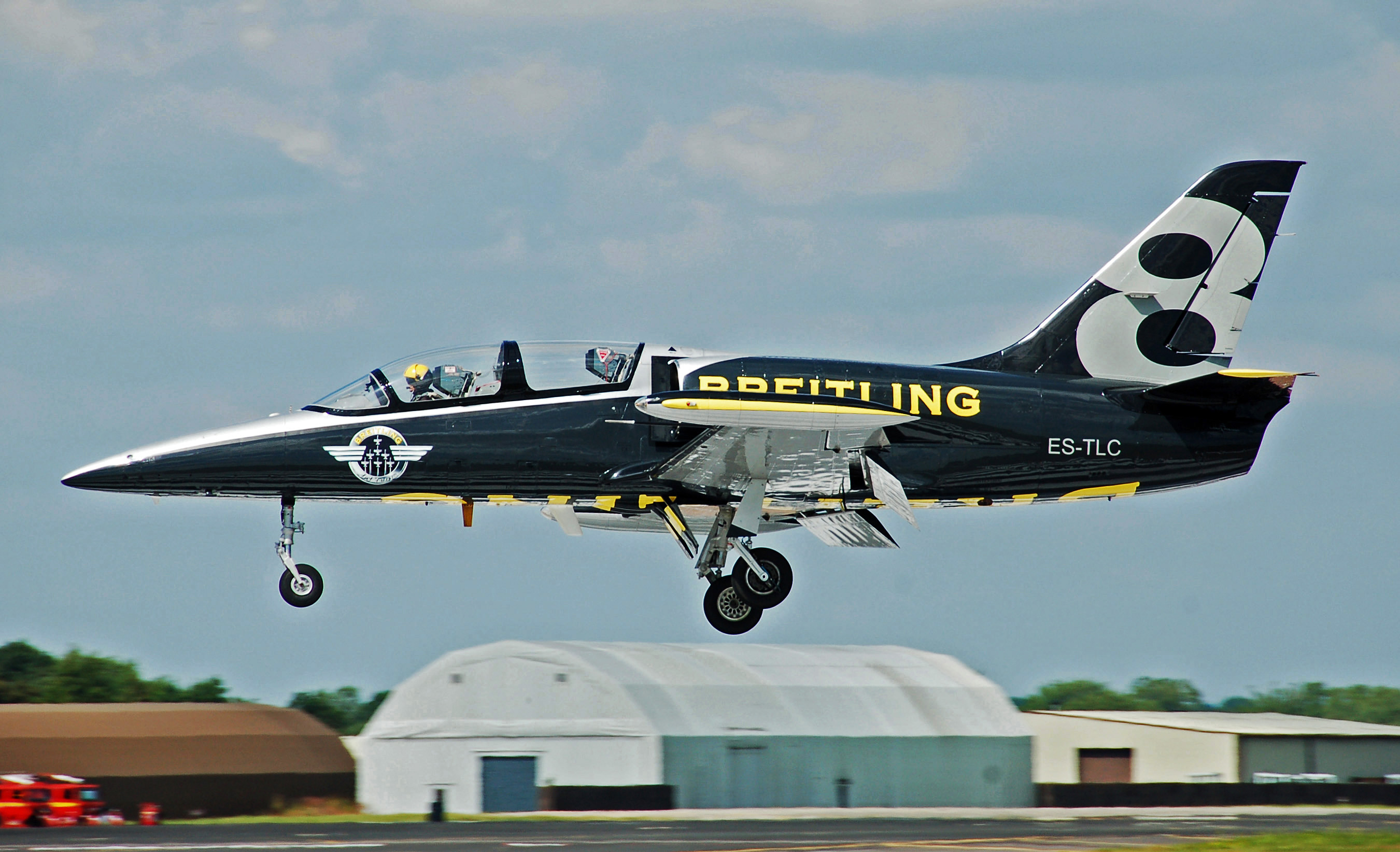
Aero L-39 Albatros da Breitling Jet Team

Aero Vodochody (comumente chamada de Aero; Vodochody é um local) é uma indústria aeronáutica checa (anteriormente checoslovaca) ativa desde 1919, notável pela produção dos jatos de combate leve L-29 Delfin, L-39 Albatros, L-59 Super Albatros, e L-159 Alca.
Após a  queda do governo comunista na Checoslováquia (1989) e no restante da Europa Central, a empresa perdeu uma grande porção de seu mercado em treinadores a jato. Vendas de aeronaves militares caíram no início da década de 1990 no Leste Europeu e países membros da OTAN onde a entrada de uma nova fabricante era obviamente desnecessária. A Aero foi controlada por vários anos, de 1998 a 2004, pela Boeing.
No fim de Outubro de 2016 a Aero Vodochody foi novamente privatizada. O grupo de investimentos checo-eslovaco Penta Investments comprou a Aero por 3 bilhões CZK.
Atualmente, a Aero Vodochody produz o Sikorsky S-76, a seção central da asa para o Alenia C27, partes da porta para Embraer 170 e Embraer 190, cabine de pilotagem do UH-60, portas da baia de bombas do F/A-18 Super Hornet, partes para o Airbus A320, kits do bordo de ataque para o Boeing 767, e a aeronave de combate leve L-159.
A Aero irá provavelmente modificar a pista do Aeroporto de Vodochody próximo a Praga para os padrões de aeroportos internacionais, que serviria para companhias aéreas de baixo custo e voos charter para Praga.

## Aeronaves

### Antes da Segunda Guerra Mundial
- Aero Ae 01 (1919, treinador baseado no Hansa-Brandenburg B.I)
- Aero Ae 02 (1920, caça)
- Aero Ae 03 (1921, protótipo de reconhecimento)
- Aero Ae 04 (1921, protótipo de caça desenvolvido a partir do Ae 02)
- Aero A.8 (avião comercial)
- Aero A.10 (1922, avião comercial)
- Aero A.11 (1924, reconhecimento/bombardeiro leve desenvolvido a partir do A.12)
- Aero A.12 (1923, reconhecimento/bombardeiro leve)
- Aero A.14 (1922, reconhecimento/cargueiro)
- Aero A.15 (remotorizado A.14)
- Aero A.16 (1926, projeto de bombardeiro noturno)
- Aero A.17 (1922, planador)
- Aero A.18 (1923, caça desenvolvido a partir do Ae 02, Ae 04 e A.11)
- Aero A.19 (1923, protótipo de caça)
- Aero A.20 (1923, protótipo de caça)
- Aero A.21 (treinador noturno desenvolvido a partir do A.11)
- Aero A.22 (utilitário desenvolvido a partir do A.11)
- Aero A.22 (II) (projeto de bombardeiro pesado quadrimotor)
- Aero A.23 (1925, avião comercial)
- Aero A.24 (1924, protótipo de bombardeiro bimotor)
- Aero A.25 (treinador desenvolvido a partir do A.11)
- Aero A.26 (reconhecimento desenvolvido a partir do Ae 10)
- Aero A.27 (1926, remotorizado A.24)
- Aero A.27 (II) (1925, avião comercial de 12 assentos)
- Aero A.28 (treinador de dois assentos)
- Aero A.29 (1927, hidroavião desenvolvido a partir do A.11)
- Aero A.30 (1926, protótipo de reconhecimento/bombardeiro leve desenvolvido a partir do A.11)
- Aero A.31 (projeto de caça)
- Aero A.32 (1927, reconhecimento/bombardeiro desenvolvido a partir do A.11)
- Aero A.33 (1928, projeto de avião comercial trimotor de 14 assentos)
- Aero A.34 (1929, aeronave esportiva leve)
- Aero A.35 (avião comercial)
- Aero A.36 (1926, projeto de bombardeiro biplano trimotor)
- Aero A.38 (avião comercial)
- Aero A.40 (1926, projeto de aeronave corrida)
- Aero A.42 (1929, protótipo de bombardeiro)
- Aero A.44 (1931, projeto de bombardeiro pesado)
- Aero A.46 (1931, protótipo de treinador)
- Aero A.48 (1932, projeto de avião comercial de 8 assentos)
- Aero A.49 (1932, projeto de ultraleve de dois assentos)
- Aero A.55 (1933?, projeto de ultraleve)
- Aero A.60 (1933, projeto de aeronave de transporte de alta velocidade com 6 assentos)
- Aero A.100 (1933, reconhecimento/bombardeiro leve desenvolvido a partir do A.430)
- Aero A.101 (reconhecimento/bombardeiro leve desenvolvido a partir do A.100)
- Aero A.102 (1932, versão inicial do A.102)
- Aero A.102 (1934, protótipo de caça)
- Aero A.104 (1937, protótipo de reconhecimento/bombardeiro leve desenvolvido a partir do A.101)
- Aero A.125 (A.25 remotorizado)
- Aero A.130 (A.30 remotorizado)
- Aero A.134 (1929, A.34 remotorizado)
- Aero A.200 (1934, avião esportivo)
- Aero MB.200 (1935, Bloch MB.200 construído sob licença)
- Aero A.202 (1934, projeto de avião comercial bimotor de 14 assentos)
- Aero A.204 (1936, protótipo de avião comercial quadrimotor)
- Aero A.206 (1936, protótipo do A.300)
- Aero A.210 (1936–37, projeto de avião comercial)
- Aero A.212 (1937, projeto de aeronave utilitária)
- Aero A.230 (1930, versão de produção do A.30)
- Aero A.300 (1938, bombardeiro desenvolvido a partir do A.304)
- Aero A.302 (1936, projeto de aeronave de ataque)
- Aero A.304 (1937, bombardeiro desenvolvido a partir do A.204)
- Aero A.321 (versão de ataque do A.32 para a Força Aérea da Finlândia)
- Aero A.330 (A.230 remotorizado)
- Aero A.351
- Aero A.404 (projeto de bombardeiro desenvolvido a partir do A.304)
- Aero A.430 (protótipo do A.100)

### Após a Segunda Guerra Mundial
- Aero Ae-45 (1947, avião utilitário bimotor)
- Aero Ae 145 (II) (1948, avião maior derivado do Ae-45 com cinco assentos)
- Aero Ae 50 (1949, protótipo de reconhecimento)
- Aero Ae-145 (1955, Ae-45 remotorizado)
- Aero Ae-148 (1949, projeto de avião comercial bimotor de 12 assentos)
- Aero Ae-245
- Aero Ae-345 (Ae-45 remotorizado experimental)
- Aero Ae 270 Ibis (2000)
- Aero HC-2 Heli Baby (1954)
- Aero L-60 Brigadýr (1955)
- Aero L-29 Delfín (1963–1974)
- Aero L-39 Albatros (1970–1997)
- Aero L-59 Super Albatros (1992–96)
- Aero L-159 Alca (1997–2003)
- Aero L-229 (versão de ataque leve do L-29 - não construído)
- Aero L-260 (1960, L-60 com um motor Praga M-208D)
- Aero L-260 (1970, projeto de aeronave multi-propósito de 10 assentos)
- Aero L-360 (1960, L-60 com um motor Ivchenko AI-14R)
- Aero S-102 Versão checa produzida sob licença do soviético Mikoyan-Gurevish MiG-15 caça
- Aero CS-102 Versão checa produzida sob licença do treinador soviético Mikoyan-Gurevich MiG-15UTI
- Aero S-103 Versão checa produzida sob licença do caça soviético Mikoyan-Gurevich MiG-15bis
- Aero S-104 Versão checa produzida sob licença do caça soviético Mikoyan-Gurevich MiG-17PF
- Aero S-105 Versão checa produzida sob licença do caça soviético Mikoyan-Gurevich MiG-19S
- Aero S-106 (1960s) Versão checa produzida sob licença do caça soviético Mikoyan-Gurevich MiG-21F-13
- Sikorsky S-76 Versão checa do helicóptero americano

### Em desenvolvimento
- Aero L-39NG[7]